# زمزريق كندي
الزمزريق الكندي أو البرعم الأحمر الشرقي، هو شجيرة نفضية كبيرة أو شجرة صغيرة، نبات واطن في شرق أمريكا الشمالية من جنوب أونتاريو، جنوبا إلى شمال فلوريدا ولكن يمكن أن يزدهر إلى أقصى الغرب مثل كاليفورنيا. هو شجرة ولاية أوكلاهوما.

## زراعته
يزرع الزمزريق الكندي في الحدائق والمتنزهات، مع العديد من الأصناف المتاحة. أصناف 'الغابات وطي'
و 'Ruby Falls'
اكتسبت الملكية البستانية المجتمع جائزة من حديقة الجدارة (أكد ذلك في 2017).

## صلاحيته للأكل
يستهلكون الهنود زهور البرعم النيئة أو المسلوقة، ويأكلون البذور المحمصة. بتحليل المكونات الغذائية في الأجزاء الصالحة للأكل من البرعم الأحمر الشرقي تبين أن:
- استخراج الانثوسيانين من الزهور التي تحتوي عليه
- الأخضر النامية من البذور الواردة proanthocyanidin،
- اللينولينيك ألفا-لينولينيك، الأوليك والأحماض البالمتيك موجودة في البذور.[6]

## وصلات خارجية
- Cercis canadensis Large format diagnostic photographs and information. Morton Arboretum acc. 380-88-6
- Cercis canadensis images at bioimages.vanderbilt.edu
- NCRS: USDA Plants Profile: Cercis canadensis